# 13 fructidor
13 thermidor 13 jour complémentaire
Le tridi 13 fructidor, officiellement dénommé jour de l'épine-vinette, est le 343e jour de l'année du calendrier républicain.
C'était généralement le 30e jour du mois d'août dans le calendrier grégorien.